# بوجانگلز (ترانه)
«بوجانگلز» تک‌آهنگی از پیت‌بول است که در سال ۲۰۰۶ میلادی منتشر شد.